# そりゃないぜ!? フレイジャー
『そりゃないぜ!? フレイジャー』（Frasier）は、アメリカのNBCで1993年から2004年にかけて放送されたシットコム。同じくNBCで1982年から1993年にかけて放送されたシットコム『チアーズ』のスピンオフ作品として製作された。エミー賞作品賞コメディ部門を1993年から5年連続受賞。さらに続編リバイバル版が2023年10月12日から2024年11月14日まで放送された。

## あらすじ
2度の結婚に失敗し、長年すんでいたボストンから生まれ故郷のシアトルへ引っ越した精神科医フレイジャー。戻った後は地元ラジオ局のお悩み相談番組のパーソナリティの仕事で人気を博し、眺めの良い高級マンションに住み快適な一人暮らしを満喫していた。
しかし、腰を撃たれて引退した元警官で頑固者の父マーティンと愛犬エディと同居することに。さらには父親が雇った奇特なところがある英国人ヘルパーのダフネが加わってさらに家は騒動ばかりに。

## 主な登場人物
フレイジャー・クレイン (Frasier Crane)
演 - ケルシー・グラマー、日本語吹替 - 森田順平
精神科医で地元ラジオ局KACLでやっているラジオ人生相談のパーソナリティ。元妻リリスとの間に息子フレデリックがいる。
ダフネ・ムーン (Daphne Moon)
演 - ジェーン・リーヴス、日本語吹替 - 松井菜桜子
マーティンの介護ヘルパー。マンションに同居しており、家事も担当している。イギリスはマンチェスター出身。霊感能力を持つ。話をしていると下ネタになる。
ナイルズ・クレイン (Niles Crane)
演 - デヴィッド・ハイド・ピアース、日本語吹替 - 藤原啓治
フレイジャーの弟で精神科医。開業医をしている。かなり神経質。妻のマリスには頭が上がらないが、ダフネのこともかなり気になる様子。
ロザリンダ（ロズ）・ドイル (Rosalinda 'Roz' Doyle)
演 - ペリ・ギルピン、日本語吹替 - 小宮和枝
フレイジャーの番組の担当プロデューサー。男運は全くない。ナイルズとは馬が合わないようだ。
マーティン・クレイン (Martin Crane)
演 - ジョン・マホーニー、日本語吹替 - 有本欽隆
フレイジャーの父親。定年直前に強盗に腰を撃たれ傷を負い、それが元で警官を引退。シアトルマリナーズのファン。
エディ (Eddie)
演 - 犬（ムース）
マーティンの愛犬であるジャック・ラッセル・テリア。クッションが大好物。

## ソフトウェア

### DVD
- フレイジャー シーズン1 コンプリートDVD-BOX(2005年6月24日 日本版発売)
- フレイジャー シーズン2 コンプリートDVD-BOX(2005年7月22日 日本版発売)
- フレイジャー シーズン3 コンプリートDVD-BOX(2005年9月22日　日本版発売)